# Theridion biezankoi
Theridion biezankoi är en spindelart som beskrevs av Claude Lévi 1963. Theridion biezankoi ingår i släktet Theridion och familjen klotspindlar. Inga underarter finns listade i Catalogue of Life.